# KPNB1
ایمپورتین زیرواحد بتا ۱ (انگلیسی: Importin subunit beta-1) که با نامِ اختصاری «KPNB1» شناخته می‌شود، نام یک پروتئین است که در انسان توسط ژن «KPNB1» کُد می‌شود.
این پروتئین در حمل و نقل ملکول‌های پروتئینی از سیتوپلاسم به هستهٔ سلول نقش دارد.